# Autoritarisme (politicologie)
Autoritarisme is een staatsvorm gebaseerd op ondergeschiktheid tegenover de staat, waarbij er ingeperkte mogelijkheid is om oppositie te vormen en de uitvoerende macht op wetmatige manier uit te dagen en betwisten. Het ideaaltype van een autoritair regime staat volgens veel wetenschappers pal tegenover het ideaaltype van een democratie.
Een regime is niet per definitie autoritair of democratisch op binaire schaal. Volgens wetenschappers is er eerder sprake van een doorlopend en geleidelijk proces waarbij het gehalte van autoritarisme of democratie wordt bepaald door toename of afname van autoritaire of democratische elementen. Zo kan ook een ogenschijnlijk democratisch regime, met democratische instituties, autoritaire kenmerken vertonen zoals oneerlijke en frauduleuze verkiezingen.
In 2020 stelde het V-Dem Instituut, dat de mondiale veranderingen bijhoudt met betrekking tot autocratisering en democratisering, dat er sinds 2001 een toename in het aantal autoritaire landen in de wereld. In 2020 leefde 54% van de wereldbevolking onder autoritair gezag verdeeld over 91 landen.

## Karakteristieken en dynamiek

### Algemeen
Kenmerken die het ideaaltype van een autoritair regime definiëren zijn volgens politicologen Hague, Harrop en McCormick: sterke leiders, gecentraliseerde politieke controle, beperkte publieke participatie en weinig burgerlijke vrijheden en rechten. De volgende kenmerken bepalen volgens hen hoofdzakelijk de mate van autoriteit van een regime:
- de afwezigheid van een representatieve regering. Indien er verkiezingen zijn, gaan die vaak gepaard met fraude, manipulatie en geweld
- zwakke en instabiele politieke instituties waarbij macht vaak in handen valt bij politieke leiders en elite
- een ingeperkte mogelijkheid voor politieke participatie, waarbij geen zekerheid bestaat dat de stem van burgers gehoord zullen worden
- weinig inperking voor de uitvoerende macht, waarbij geen onafhankelijk rechtsprekend orgaan is
- een beperkte oppositie die onderhevig is aan dreigingen en geweld
- media zijn beperkt en gecontroleerd door de regering, onderhevig aan politieke controle en slechts vrij om datgene te publiceren dat gesanctioneerd is door de staat

### Zwaktes en voortvloeiende dynamiek
Aangezien de meeste autoritaire regimes hun legitimiteit en voortbestaan niet verwezenlijken door erkenning van de burgers zoals bij een democratie, behoort de politieke elite controle te behouden over de machtsposities binnen de staat zodat het regime eventuele uitdagingen op machtsovernames kan overleven.
- Ten eerste is de controle over een sterk leger en veiligheidsdienst essentieel voor het voortbestaan van een autoritair regime. Hoge defensie-uitgaven zijn voor autoritaire heersers een investering om mogelijke oppositie af te kopen en om binnenlandse oproer de kop in te drukken.[2]
- Ten tweede gebruiken autoritaire leiders vaak een beschermheernetwerk, bestaand uit omkoping en uitgave van privileges, om de steun te verwerven van andere maatschappelijke elite. De regering biedt hulpbronnen aan en negeert arbitrair gedrag, in ruil voor politieke erkenning van de elite. Instituties zijn daarom vaak zwak in dergelijke regimes, en instandhouding is vaak gebaseerd op pragmatische verbintenissen.[2]
- Ten slotte is de controle over de media een essentieel gegeven voor de instandhouding van een regime. Hierdoor kan de regering gunstige berichtgeving over hun prestaties verspreiden onder de bevolking en tegelijkertijd kritiek de kop in drukken. Censuur vindt vaak plaats door ongunstige berichtgeving te portretteren als een bedreiging van de waardigheid en legitimiteit van de staat. Zo behouden autoritaire leiders de macht over het discours binnen hun staat.[2]

## Typologieën
De Amerikaanse politicoloog Juan Linz maakte als eerste een onderscheid tussen non-democratische regimes in zijn invloedrijke The Handbook of Political Science. Hierna ontwikkelden ook andere onderzoekers typologieën voor autoritaire regimes. In de politicologie bestaat geen overeenstemming over de juiste typologie van autoritaire regimes. Verondersteld wordt dat geen een typologie alle verschillende soorten autoritaire regimes kan omvatten. Vaak zijn de typologieën gebaseerd op een set landen en niet perfect toepasbaar op alle autoritaire regimes. Het zijn ideaaltypes. In een typologie worden de basiseigenschappen van elk soort regime omschreven.

### Autoritaire regimes
Linz onderscheidde twee basis subtypes van autoritaire regimes: traditionele autoritaire regimes en bureaucratische militaire regimes.
- Traditionele autoritaire regimes zijn regimes met over het algemeen één leider. De leider houdt de macht door, een combinatie van, zijn traditionele legitimiteit, patronage en onderdrukking. Deze onderdrukking wordt uitgevoerd door een persoonlijk netwerk dat door middel van loyaliteit aan de leider verbonden is. Een voorbeeld van een traditioneel autoritair regime is Ethiopië onder Haile Selassie.[7]
- Bureaucratische militaire regimes zijn regimes waar een coalitie van militaire officieren en technocraten aan de macht is. Zij regeren niet vanuit een ideologie maar vanuit praktische overtuigingen binnen de grenzen van hun bureaucratische mentaliteit.[7]

De Amerikaanse politicoloog Barbara Geddes introduceerde een andere typologie dan Linz. Zij identificeerde vier verschillende autoritaire regimes: militaire regimes, eenpartijregimes, personalistische regimes en monarchieën. Hoewel Geddes de monarchie in haar eerste typologie niet als een autoritair regime identificeerde, voegde zij deze later toe.
- Militaire regimes. In staten met militaire regimes beslist een groep van officieren wie regeert en daarnaast beïnvloeden zij enigszins het beleid van een staat.[8]
- Eenpartijregimes. In deze regimes domineert één politieke partij het beleid en de politieke posities van een staat. Andere partijen kunnen wel bestaan en meedoen in verkiezingen.[8]
- Personalistische regimes. Anders dan bij de militaire en een-partij regimes zijn het beleid en de politieke posities van een staat sterk afhankelijk van één leider. Deze leider kan een officier zijn of een partij creëren om zich zelf te ondersteunen, maar uiteindelijk ligt de macht bij deze leider alleen en niet bij het leger of de partij.[8]
- (Absolute) monarchieën. In deze staten heeft de koninklijke familie de macht over het beleid, de leider en de veiligheidsdiensten. Hoewel dit overeenkomt met het personalistische regime, wordt een monarchie door Geddes niet als een personalistisch regime beschouwd.[3] Een

Naast de typologieën van Geddes en Linz zijn ook invloedrijke typologieën gecreëerd door onder andere Hadenius, Teorell en Wahman en Cheibub, Gandhi en Vreeland.

### Hybride regimes
Sommige regimes zijn niet volledig te classificeren als democratisch of autoritair, de hybride regimes. Deze hybride regimetypes werden in de literatuur aanvankelijk beschreven als een democratie of autoritair regime met adjectieven. Later werd beargumenteerd dat dit niet juist is en dat dit voor verwarring zorgt. Een hybride regime is niet democratisch of autoritair, maar staat op zich zelf.
Hybride regimes kunnen allereerst van democratieën en autoritaire regimes worden onderscheiden op basis van de competitiviteit van een regime. Democratieën en hybride regimes hebben competitieve verkiezingen, anders dan autoritaire regimes. Wat een hybride regime van een democratie onderscheidt is de kwaliteit van deze competitie. Niet alle politieke partijen maken een eerlijke kans in een hybride regime. De competitiviteit van een regime is niet het enige aspect waarop de regimes van elkaar verschillen. De politicologen Gilbert en Mohseni stellen dat op basis van de hoeveelheid civiele rechten en de niet-verkiesbare organen van een staat, ook een onderscheid tussen de regimes kan worden gemaakt.
Een hybride regime is op verschillende manieren van een democratie en een autoritair regime te onderscheiden. Hybride regimes verschillen ook van elkaar. Verschillende hybride regimetypes zijn door politicologen geformuleerd, zoals semidemocratie, virtuele democratie, electorale democratie, pseudodemocratie, illiberale democratie, semi-autoritarisme, zacht autoritarisme, electoraal autoritarisme en competitief autoritarisme.